# 1548 en arts plastiques
| Années des arts plastiques : 1545 - 1546 - 1547 - 1548 - 1549 - 1550 - 1551    |
| Décennies des arts plastiques : 1510 - 1520 - 1530 - 1540 - 1550 - 1560 - 1570 |

Cette page concerne l'année 1548 en arts plastiques.

## Œuvres

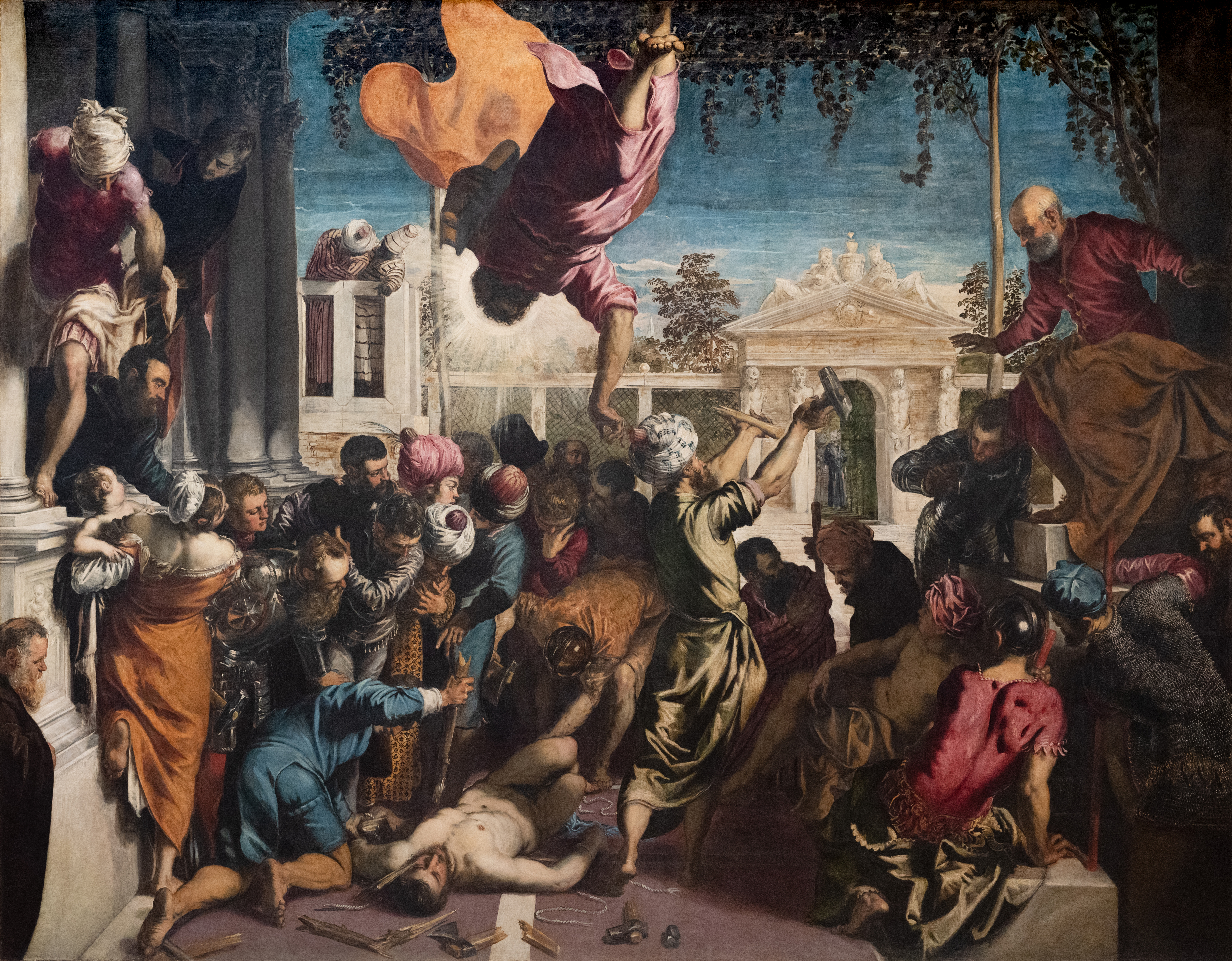
Le Miracle de l’esclave du Tintoret.

## Naissances
- 18 mars : Cornelis Ketel, peintre maniériste néerlandais (8 août 1616),
- ? mai : Carel van Mander, peintre et écrivain flamand († 11 septembre 1606),
- 26 août : Bernardino Poccetti, peintre italien de l'école florentine († 10 octobre 1612),
- ? :
  - Peter Candid, peintre maniériste flamand († 1628),
  - Mariangiola Criscuolo, peintre maniériste italienne († 1630),
  - Pierre de Francqueville, sculpteur français († 23 août 1615 ou 25 août 1615),
  - Ma Shouzhen, peintre chinoise († 1604),
- Vers 1548 :
  - Ippolito Andreasi, peintre maniériste italien († 5 juin 1608),
  - Jean Rabel, peintre, graveur et éditeur d’estampes français († 4 mars 1603).

## Décès
- 12 mai : Andrea di Cosimo, peintre italien (° 1478),
- 10 novembre : Giovanni Battista Averara, peintre italien (° 1508),
- Battista Dossi, peintre italien (° vers 1490).